# Ісмаїлія
Ісмаїлія араб. الإسماعيلية — місто на північному сході Єгипту на березі озера Тимсах, що входить в систему Суецького каналу. Населення 254 тисячі осіб (1996), разом з околицями приблизно 750,000. Розташований на західному березі Суецького каналу. Судноплавний канал довжиною 130 км, що з'єднує Суецький канал (в районі міста) з Нілом (у районі Каїра) також носить назву Прісноводний канал Ісмаїлія.
Штаб-квартира Suez Canal Authority знаходиться в місті. Освітнім центром є Університет Суецького каналу.
Місто є базою Єгипетської Другої польової армії.

## Історія
Місто було спроектовано в 1863, французьким інженером Фердинандо де Лессепсом, як обслуговуючу базу при будівництві каналу. Ім'я своє отримало на честь Ісмаїл-Паші, керуючого Єгиптом на час будівництва каналу. Під час арабо-ізраїльського конфлікту 1967, місто було захоплено ізраїльтянами, більша частина мешканців була евакуйована.

## Клімат
Місто знаходиться у зоні, котра характеризується кліматом тропічних пустель. Найтепліший місяць — серпень із середньою температурою 28.9 °C (84 °F). Найхолодніший місяць — січень, із середньою температурою 13.9 °С (57 °F).
| Клімат Ісмаїлії                           | Клімат Ісмаїлії | Клімат Ісмаїлії | Клімат Ісмаїлії | Клімат Ісмаїлії | Клімат Ісмаїлії | Клімат Ісмаїлії | Клімат Ісмаїлії | Клімат Ісмаїлії | Клімат Ісмаїлії | Клімат Ісмаїлії | Клімат Ісмаїлії | Клімат Ісмаїлії | Клімат Ісмаїлії |
| Показник                                  | Січ.            | Лют.            | Бер.            | Квіт.           | Трав.           | Черв.           | Лип.            | Серп.           | Вер.            | Жовт.           | Лист.           | Груд.           | Рік             |
| Абсолютний максимум, °C                   | 28              | 32              | 33              | 39              | 42              | 42              | 42              | 40              | 40              | 39              | 35              | 31              | 42              |
| Середній максимум, °C                     | 18              | 19              | 21              | 26              | 30              | 33              | 34              | 33              | 32              | 28              | 24              | 20              | 27              |
| Середня температура, °C                   | 13              | 14              | 17              | 21              | 23              | 27              | 28              | 28              | 26              | 23              | 19              | 15              | 21              |
| Середній мінімум, °C                      | 8               | 9               | 12              | 15              | 17              | 21              | 22              | 23              | 21              | 18              | 13              | 10              | 16              |
| Абсолютний мінімум, °C                    | 2               | 2               | 5               | 8               | 10              | 13              | 18              | 18              | 16              | 8               | 5               | 0               | 0               |
| Норма опадів, мм                          | 6               | 6               | 6               | 2               | 3               | 0               | 0               | 0               | 0               | 3               | 4               | 7               | 37              |
| ----------------------------------------- | --------------- | --------------- | --------------- | --------------- | --------------- | --------------- | --------------- | --------------- | --------------- | --------------- | --------------- | --------------- | --------------- |
| Джерело: Weatherbase, Weatherbase (опади) |                 |                 |                 |                 |                 |                 |                 |                 |                 |                 |                 |                 |                 |

## Фотогалерея

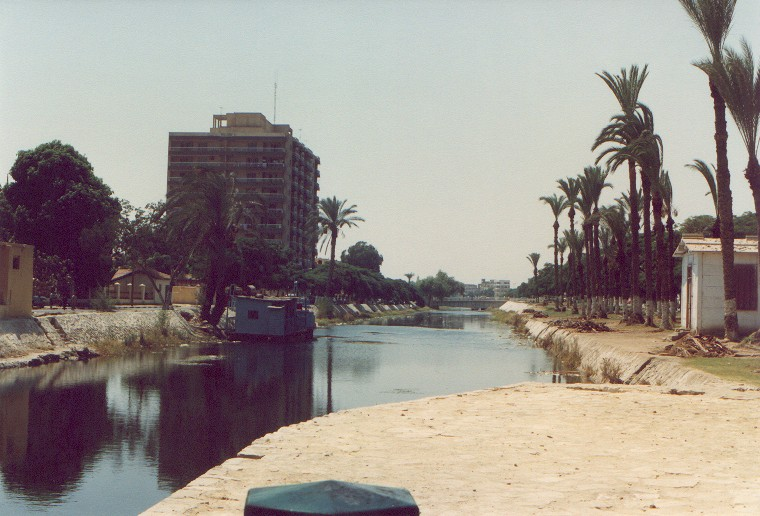
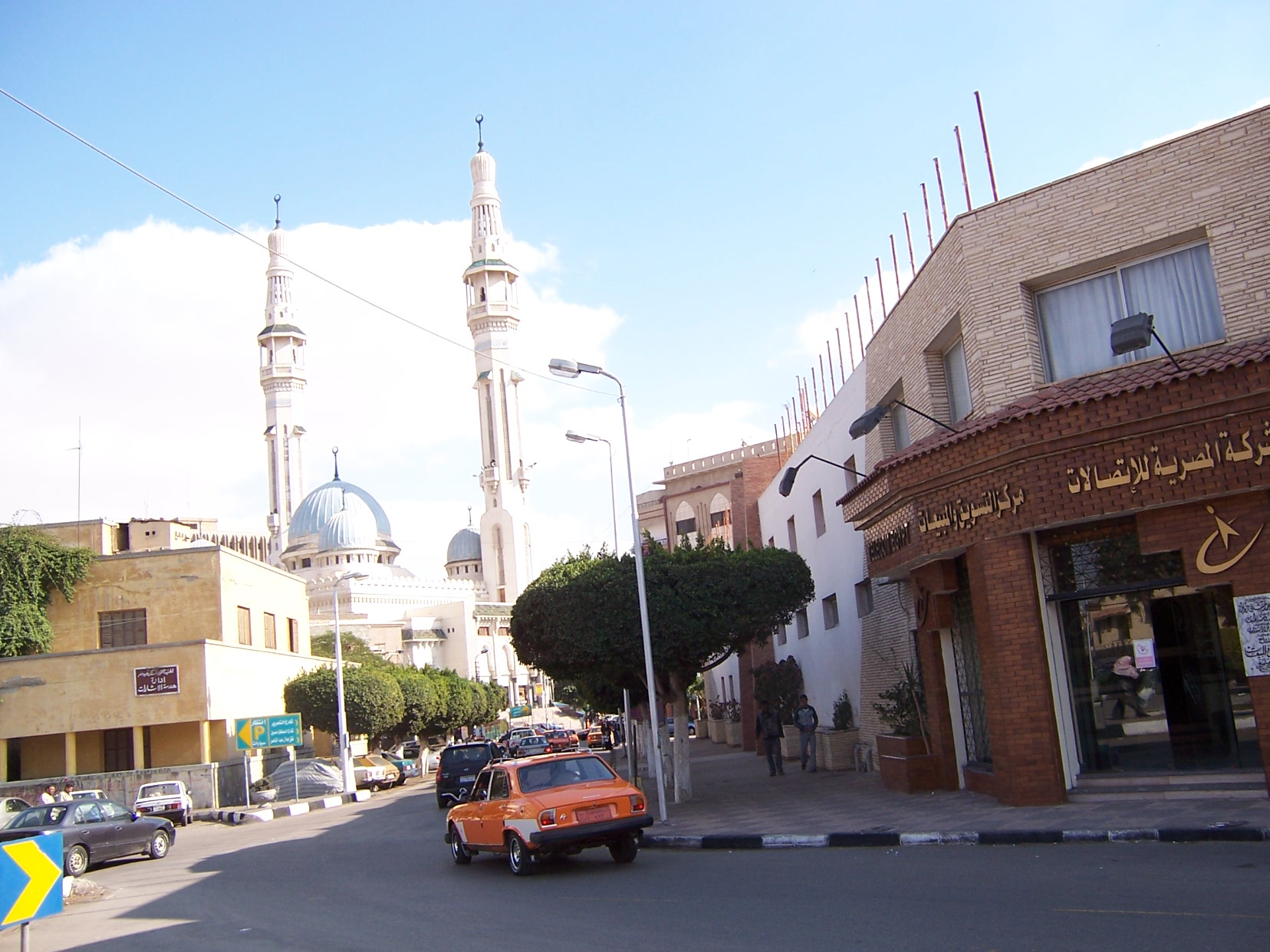
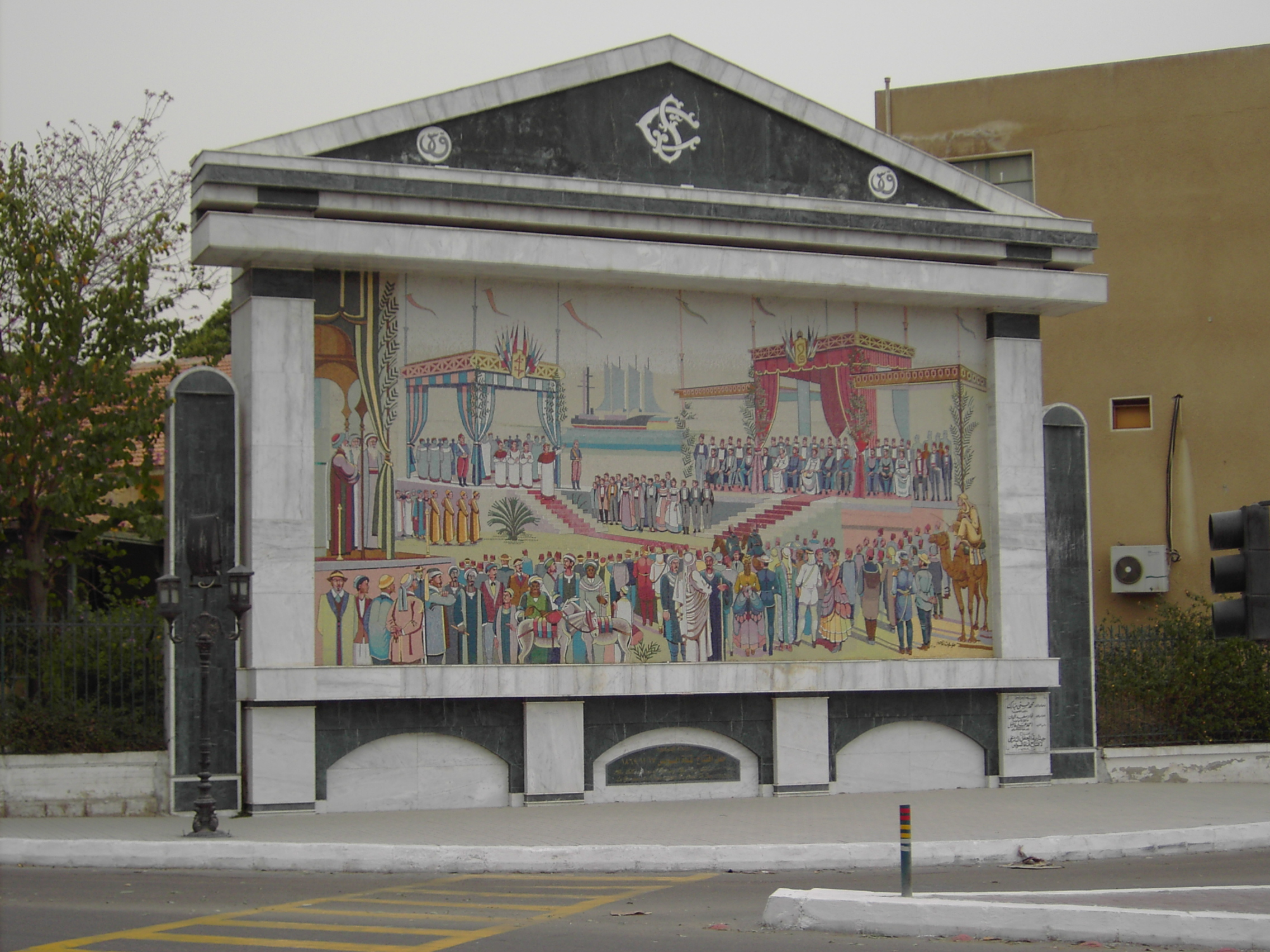
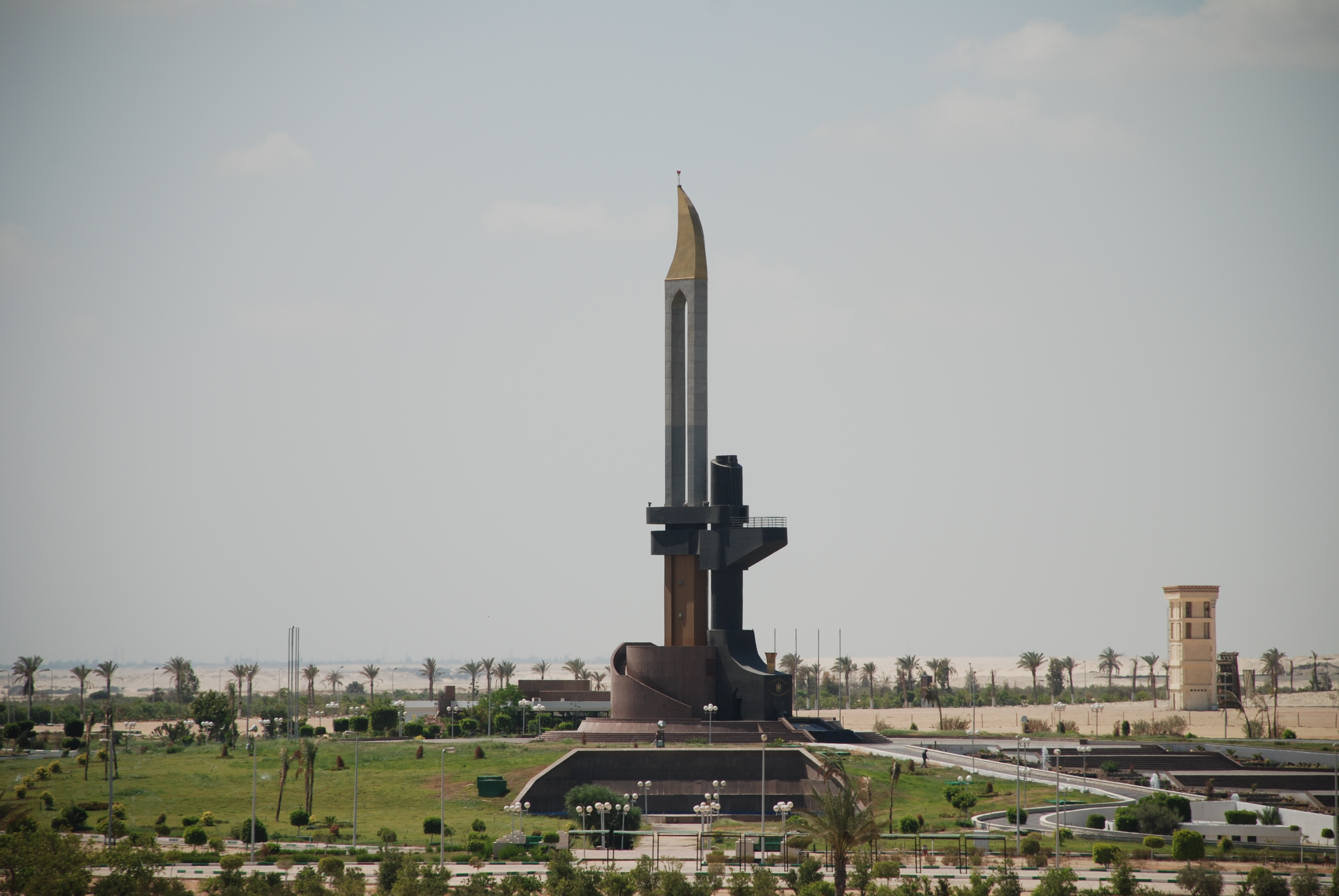
пам'ятник захисникам Ісмаїлії під час Війни Судного дня у формі автомата Калашникова